# 포비돈-아이오딘
포비돈-아이오딘 (Povidone-iodine, PVP-I) 또는 포비돈-요오드는 폴리비닐피롤리돈(포피돈, PVP)과 아이오딘의 화학적 배합물이다. 포비돈-아이오딘은 보통 9.0% ~ 12.0%의 아이오딘을 함유하고 있다.
포비돈-아이오딘은 H. A. 셀란스키와 M. V. 셀란스키 박사가 필라델피아에 있는 산업 독극물 연구소에서 처음 발견하였다. 그들은 쥐를 대상으로 실시한 실험에서 포비돈-아이오딘이 아이오딘 팅크처보다 독성은 덜하면서 항균력은 강하다는 것을 증명했다. 인간을 대상으로 한 임상 실험에서도 포비돈-아이오딘 제품이 다른 아이오딘 화합물 제품보다 월등히 뛰어난 효과를 보여줬다.
포비돈-아이오딘은 1955년에 처음 판매되기 시작한 이후, 현재는 아이오딘 계열의 살균 소독제 중에서 세계적으로 가장 선호하는 제품이 되었다. 상호명 베타딘으로 주로 판매된다.

## 특성
포비돈-아이오딘은 에틸 알코올, 아이소프로필 알코올, 폴리에틸렌 글리콜, 글리세롤뿐만 아니라 물에도 잘 녹는다. 용액 상태의 포비돈-아이오딘은 아이오딘 팅크처나 아이오딘-아이오딘화 칼륨보다 훨씬 안정적이다.

## 용도

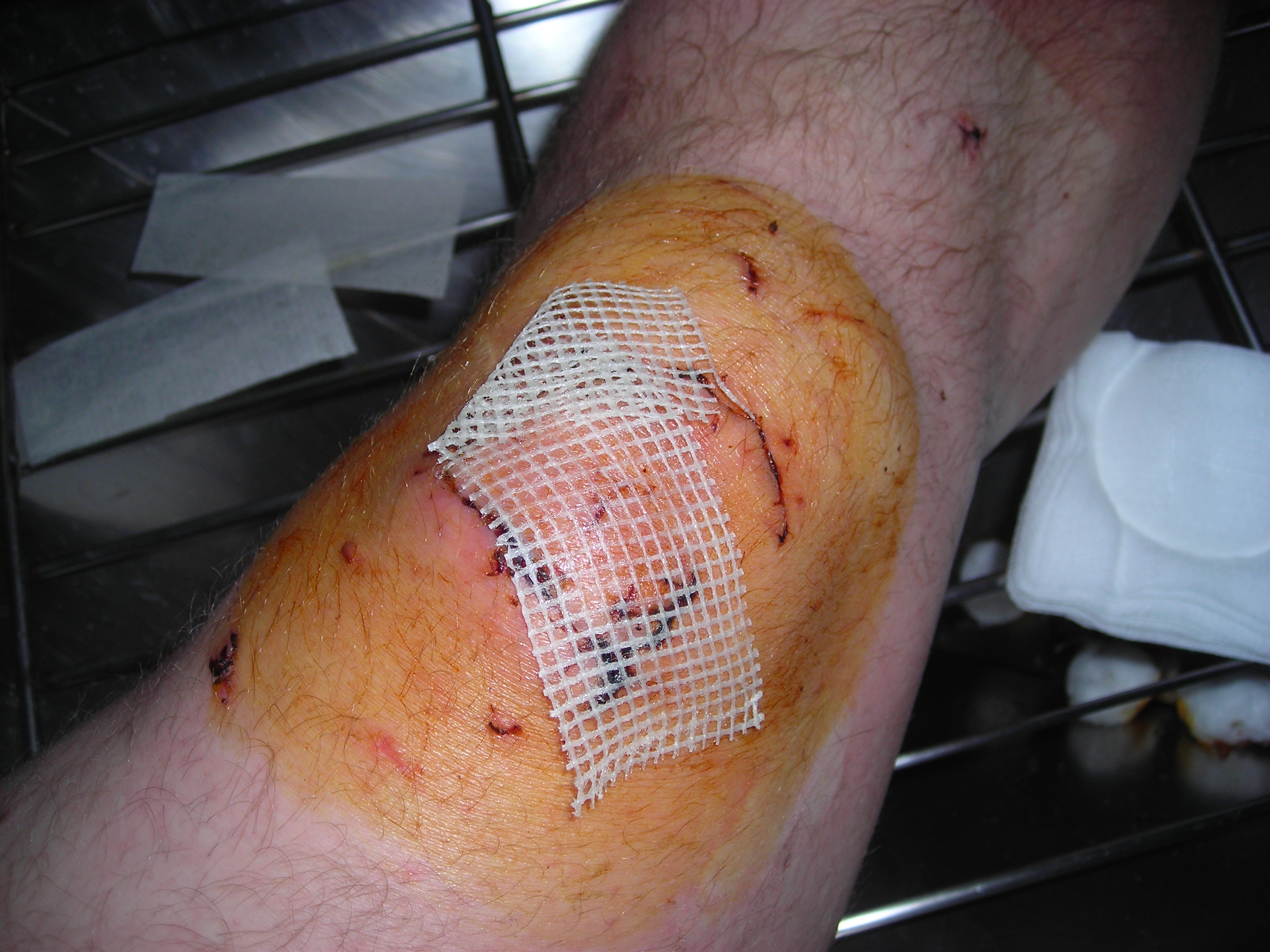
상처 부위에 바른 포비돈-아이오딘

포비돈-아이오딘은 상처 부위의 감염 예방과 치료를 위한 살균 소독제로 광범위하게 사용된다. 베인 상처, 긁힌 상처, 찢어진 상처, 화상, 수포 등에 응급 처치용으로 사용된다.
1811년 베르나르 쿠르투아가 아이오딘을 발견한 후부터, 아이오딘은 피부 상처의 감염 예방과 치료 목적으로 널리 사용되어왔다. 아이오딘은 효과적이고 광범위한 항박테리아제로 인식되었을 뿐만 아니라, 효모, 곰팡이, 균류, 바이러스, 원생동물 등에도 효과적이었다. 그러나, 수용액 상태의 아이오딘은 상처 부위에 닿으면 따끔거리는 자극성이 있고, 주변 피부 조직을 얼룩지게 하는 단점이 있다. 이러한 단점을 극복하기 위해서 만든 것이 포비돈-아이오딘이다. 박테리아는 포비돈-아이오딘에게 저항성이 매우 낮다는 것이 증명되었다. 또한, 포비돈-아이오딘에 대한 과민율은 겨우 0.7%밖에 되지 않는다.
포비돈-아이오딘은 수술 전후의 피부 세척, 상처, 궤양, 화상 부위의 감염 예방 및 치료, 욕창과 체성궤양의 감염 치료, 칸디다 균이나 트리코모나스와 연관된 질염의 치료를 위해 사용된다. 이러한 목적으로 사용되는 포비돈-아이오딘은 7.5 ~ 10.0% 농도로 용액, 스프레이, 연고, 솜, 거즈, 일회용 면봉 등의 형태로 만들어진다. 이렇게 만들어진 제품은 일반적으로 포비돈-아이오딘 또는 베타딘이라는 제품명으로 판매되며, 처방전 없이 구입할 수 있다.
포비돈-아이오딘은 흉막 유착술에도 사용된다. 이러한 목적으로 사용되는 포비돈-아이오딘은 활석과 동등하게 효과적이고 안정적인데다, 이용하기 쉽고 가격도 싸기 때문에 흉막 유착술에 포비돈-아이오딘을 선호한다.
포비돈-아이오딘 2.5% 완충 용액은 임균이나 트라코마 클라미디아균에 의해 감염될 경우 실명에 이르게 할 수도 있는 신생아 결막염 예방을 위해 사용되기도 한다. 포비돈-아이오딘은 균류나 바이러스 등에 대해 효과적이기 때문에 신생아 결막염 예방에 매우 적합한 것으로 나타나고 있다.
포비돈-아이오딘은 카복시메틸 셀룰로스, 폴리메틸 알코올, 폴리비닐 알코올, 젤라틴, 폴리아크릴아미드 등과 같은 하이드로젤에 부착되어 판매되기도 한다. 이 하이드로젤은 상처 드레싱에 사용된다. 포비돈-아이오딘의 발산율은 하이드로젤의 구성 성분에 따라 달라진다. 하이드로젤에 CMC/PVA가 많을 경우 발산율은 높아지고, 젤라틴 성분이 많을 경우 발산율은 감소한다.
포비돈-아이오딘은 머스터드 가스로부터 피부 손상을 감소시키는데 사용할 수도 있다.

## 부작용
- 갑상선 기능 이상 환자가 장기간 사용할 경우 갑상선 호르몬 관련 물질에 악영향을 줄 우려가 있다.
- 피부의 넓은 부위에 장기간 사용했을 경우 피부 색소 침착, 피부 변색 등이 나타날 수 있다.
- 임산부 또는 임신하고 있을 가능성이 있는 부인 및 수유부에게 장기간 또는 광범위하게 사용할 경우, 아이오딘이 태반 장벽을 통해 유즙으로 이행될 수 있다. 흡수된 아이오딘은 태아나 신생아의 갑상선 기능에 영향을 미치거나 갑상선종을 일으킬 수 있다.
- 방사성 아이오딘 치료 환자에게 장기간 사용시 갑상선종 및 갑상선 기능 저하 또는 항진이 나타날 수 있다.

## 대체제
대략 850명의 환자를 대상으로 클로르헥시딘-알코올과 포비돈-아이오딘의 수술 전후 피부 감염 예방 효과를 비교한 임상 연구 결과, 수술 부위의 감염률은 클로르헥시딘-알코올을 사용한 그룹이 포비돈-아이오딘을 사용한 그룹보다 더 낮았다. (9.5% vs. 16.1%) 클로르헥시딘-알코올은 표피 절개 부위 감염률 (4.2% vs. 8.6%)과 내피 절개 부위 감염률 (1% vs. 3%) 모두에서 포비돈-아이오딘보다 더욱 뛰어난 예방 효과를 보여줬다. 하지만, 장기 내부의 경우 두 그룹 사이에 큰 차이는 없었다. (4.4% vs. 4.5%). 임상 실험을 진행한 연구진은 이러한 결과가 클로르헥시딘-알코올과 포비돈-아이오딘 모두 광범위한 항미생물 활동성을 가지고 있지만, 클로르헥시딘-알코올이 포비돈-아이오딘보다 활동력이 빠르고 지속되는 잔류 효과가 있기 때문이라고 말했다.

## 같이 보기
- 클로르헥시딘
- 염화 벤제토늄
- 아이오딘 팅크처
- 아이오딘-아이오딘화 칼륨
- 베타딘
- 소독제

## 추가 문헌
- Randolph H.L. Wong; Emily C.W. Hung; Vivien W.Y. Wong; Innes Y.P. Wan; Calvin S.H. Ng; Song Wan; Malcolm J. Underwood (2009). “Povidone-iodine wound irrigation: A word of caution”. 《Surgical Practice》 13 (4): 123–4. doi:10.1111/j.1744-1633.2009.00461.x.
- Randolph H.L. Wong; Vivien W.Y. Wong; Emily C.W. Hung; Ping Yin Lee; Calvin S.H. Ng; Innes Y.P. Wan; Song Wan; Malcolm J. Underwood (2011). “Topical application of povidone-iodine before wound closure is associated with significant increase in serum iodine level”. 《Surgical Practice》 19: 79–82.
- Randolph H.L. Wong; Calvin S.H. Ng; Malcolm J. Underwood (2011). “Iodine pleurodesis--a word of caution”. 《European Journal of Cardio-Thoracic Surgery》. doi:10.1093/ejcts/ezr137.